# Mikaelskyrkan, Göteborg
Mikaelskyrkan är en kyrkobyggnad som tillhör Askims församling i Göteborgs stift. Den ligger i stadsdelen Askim i Göteborgs kommun.  

## Platsen
Kyrkan ligger vid Askims norra kyrkogård, som är den ursprungliga kyrkplatsen. Vid detta tidigare sockencentrum låg den medeltida Askims kyrka, som brann ner vid en eldsvåda 1876. I sydväst finns ett gravfält från järnåldern.

## Kyrkobyggnaden
Kyrkan invigdes 1976 och är ritad av arkitekt Bent Jörgen Jörgensen. Kyrkan i tre etage rymmer förutom kyrksalen även församlingshem och förskola. Den är byggd av sandfärgat tegel och består av tre rektangulära byggnadskroppar som vilar på en kraftigt sluttande tomt. Ljusinsläpp i kyrksalen sker genom fönster i norr och i taket. Klockstapeln är uppförd i betong.  
Bänkkvarteren är fasta på ett kalkstensgolv med en mittgång och fristående bordsaltare. Väggarna är av fasadtegel. 

## Inventarier
- Altaret av rödgrå slipad granit är placerat på en granitavsats, som omgärdas av åtta mässingsstativ som bildar altarringen.
- Dopfunten av marmor är smyckad med tre fiskar.
- Altartavlan är en gobeläng i blandmaterial utförd av Gunilla Sjögren 1977.

### Orgel
Den mekaniska orgeln är tillverkad 1977 av Grönlunds Orgelbyggeri. Den har femton stämmor fördelade på två manualer och pedal.

## Exteriörbilder

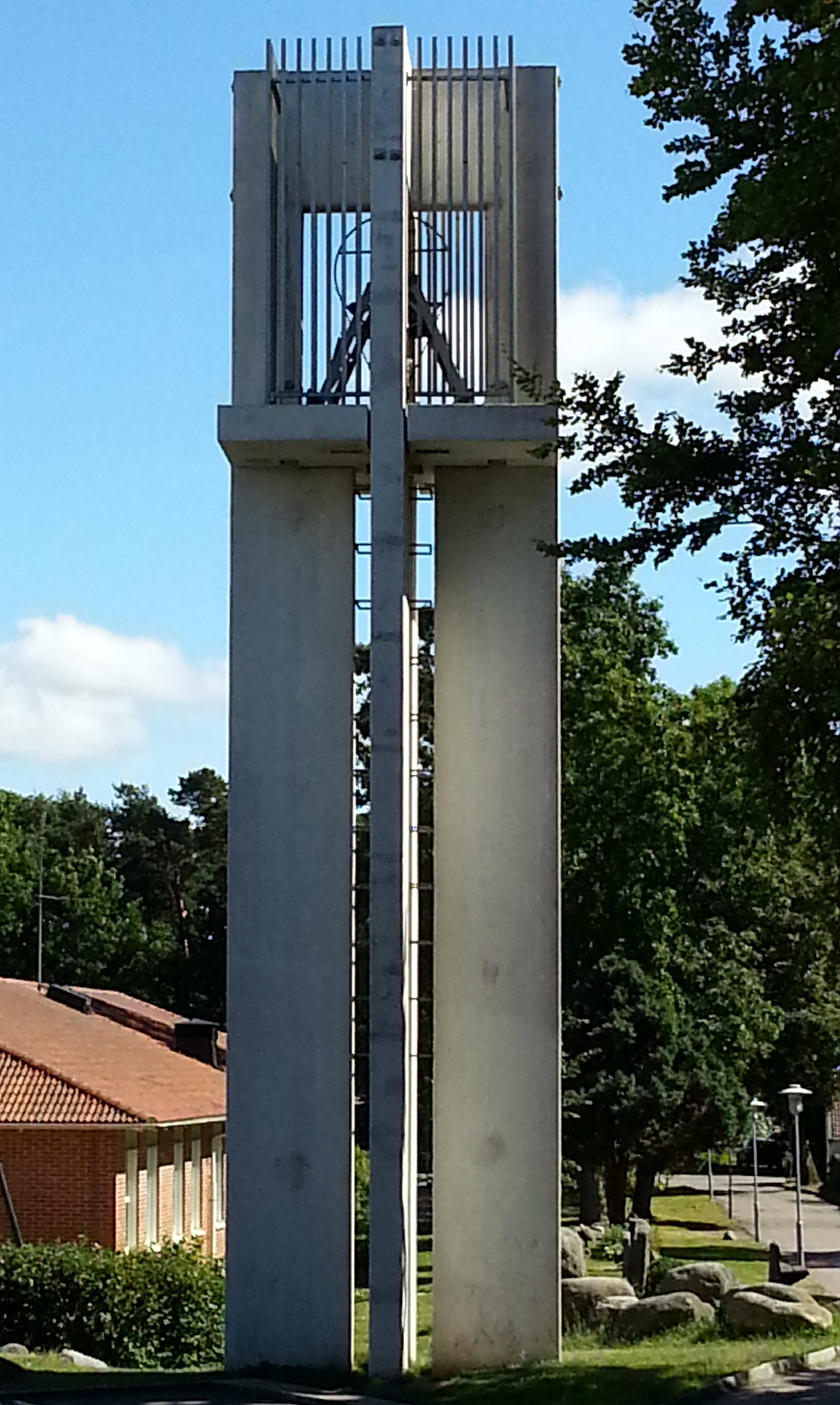
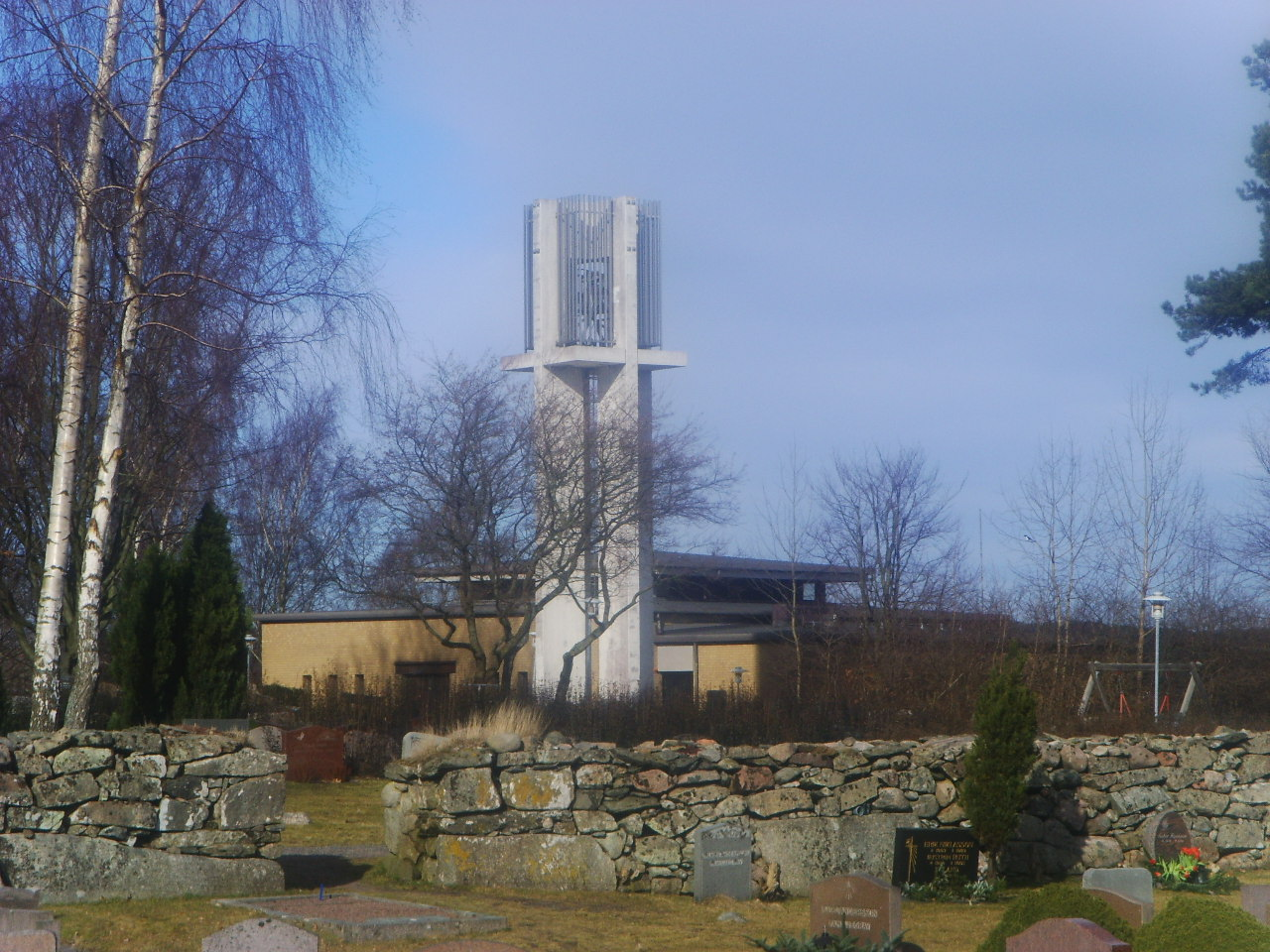
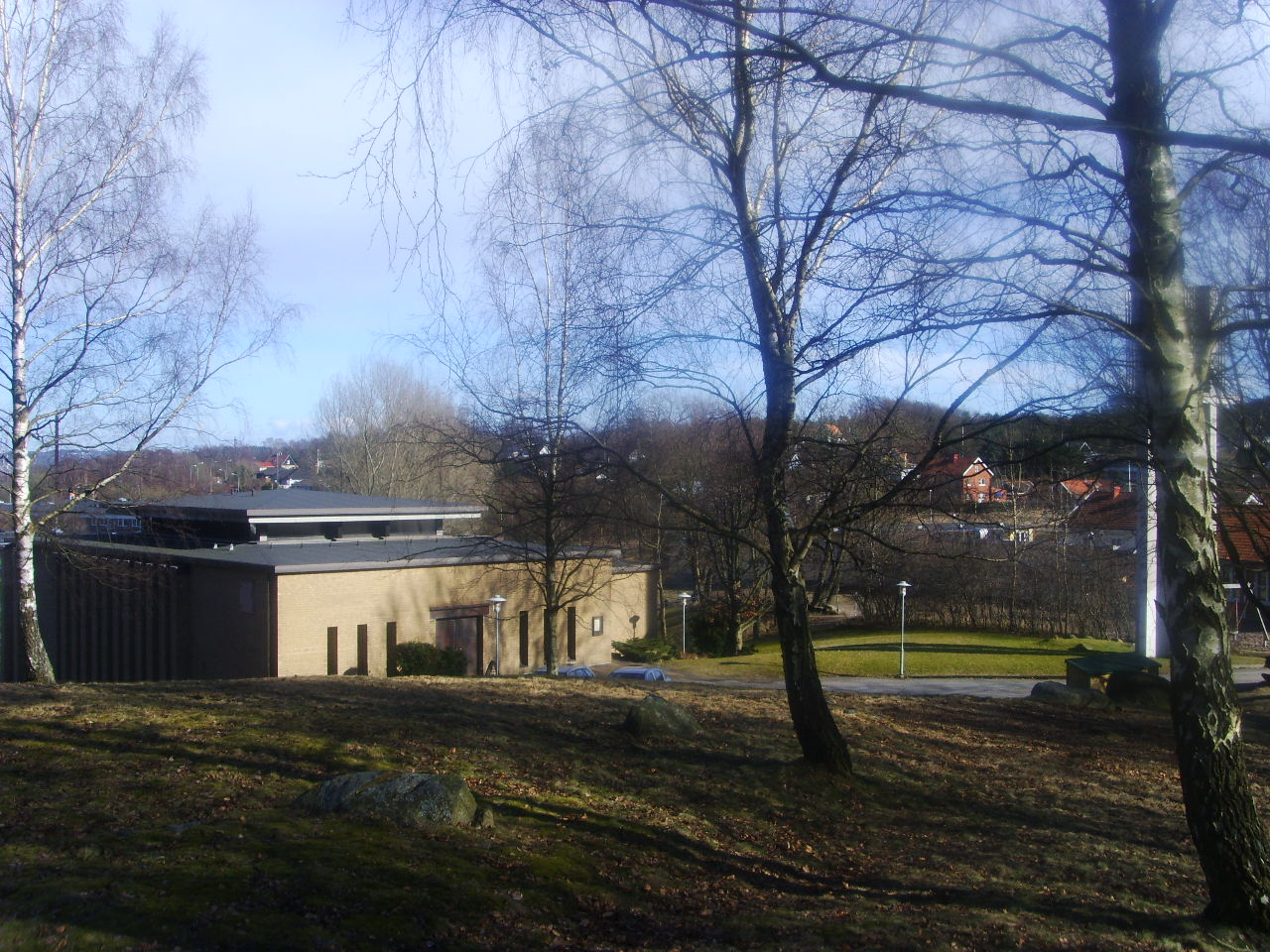